# Pilea alsinifolia
Pilea alsinifolia är en nässelväxtart som beskrevs av Hugh Algernon Weddell. Pilea alsinifolia ingår i släktet pileor, och familjen nässelväxter. Inga underarter finns listade i Catalogue of Life.